# Английские розы (книга)
Английские розы (англ. The English Roses) — первая из книг для детей, написанных Мадонной.
Книга заняла первое место в списках бестселлеров «Нью-Йорк Таймс» и оставалась там 18 недель. На данный момент продано более полумиллиона экземпляров по всему миру. Изданием всех детских книг в США занимается издательство Callaway, специализирующееся на книгах-альбомах. Ранее издательство уже имело опыт сотрудничества с Мадонной, выпустив в 1992 году книгу «SEX» за её авторством..

## Сюжет
Девочки зашептались. Если фея запросто ест печенье изготовленное человеком, рассуждали они, то её не стоит бояться.
Английские розы — это сказка о дружбе, зависти и ревности. Главные героини — четыре неразлучные подруги — Николь, Эми, Шарлотта и Грейс, живущие в современном Лондоне. Они испытывают зависть к своей однокласснице, круглой отличнице Бине (англ. Binah, ивр.  בינה‎ — рус. понимание). Подружиться с ненавистной им девочкой «розам» помогает фея-крёстная.

## Иллюстрации
Книгу Мадонны проиллюстрировал знаменитый художник, ученик Энди Уорхола — Джеффри Фулвимари.

## Переводы
Книга переведена на 37 языков и продаётся в более чем в 100 странах мира. Мировая премьера книги состоялась 15 сентября 2003 года, а 20 сентября книга появилась в российских магазинах. Перевод на русский язык выполнил Леонид Яхнин.

## Реакция
Своим положительным мнением о книге неожиданно поделился Польши Лешек Миллер, занимавший пост премьер-министра на момент выхода произведения. Он назвал её «больше, чем просто детской сказкой» в газете Rzeczpospolita.

## Аудиокнига
17 ноября 2003 года для загрузки стала доступна 13-минутная версия аудиокниги в чтении автора. В 2005 году первые 5 книг серии на английском языке также стали доступны в виде аудиокниги на CD под названием Madonna 5 Book: Madonna 5 Audio Books for Children (лейбл Callaway Audio). «Ничьё одобрение не значит для меня так много, как одобрение дочери, — утверждает Мадонна, — И если она, утомившись, засыпала или тянулась за другой книгой, пока я читала ей свою незавершённую писанину, я уже не сомневалась, что рукопись требует доработки».